# فالي اكسبورت

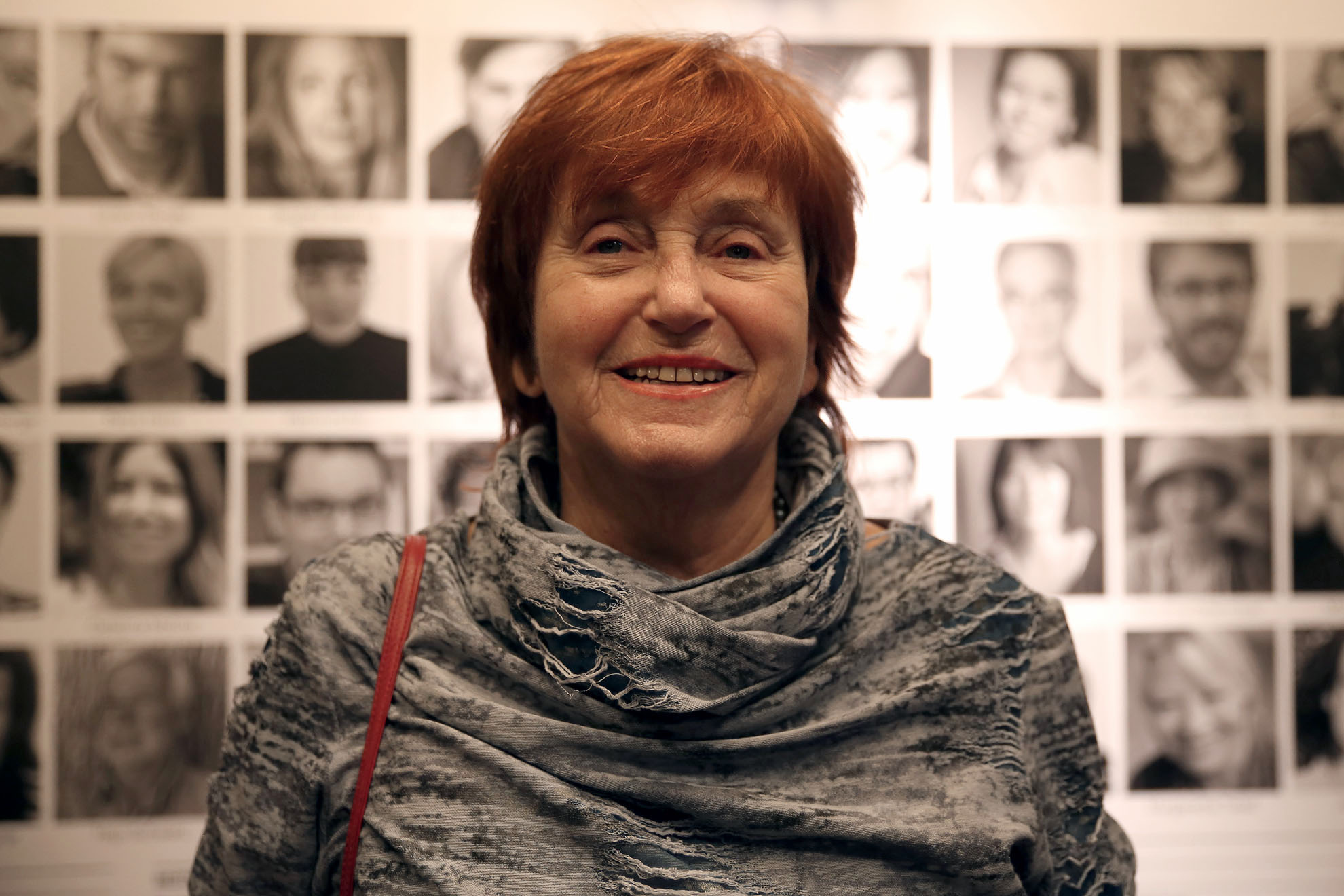
فالي إكسبورت في 2013

فالي إكسبورت (بالإنجليزية: Valie Export), (من مواليد 17 مايو 1940 في لينز).  هي فنانة نمساوية.  تشمل أعمالها الفنية تركيبات الفيديو، والأداء، والسينما الممتدة، والرسوم المتحركة بالكمبيوتر، والتصوير الفوتوغرافي، والمنحوتات، والمنشورات التي تتناول الفن المعاصر
فالي تعلمت في الدير حتى سن 14، درست الفن والتصميم في المدرسة الوطنية لصناعة النسيج في فيينا، وعملت لفترة قصيرة في صناعة السينما  ككاتبة سيناريو، محررة وأكثر من ذلك.

## السيرة الشخصية
كانت النسوية النمساوية مشيرة إلى حقيقة أنه حتى سنوات السبعين كان لا يزال الموقف النمساوي تجاه المرأة على أساس الأيديولوجية النازية.  كان لديهم أيضا للتعامل مع الشعور بالذنب من رضا الوالدين (الأمهات) في النظام النازي.  فالي إكسبورت، قبل السياسية والفنية، كانت الزوجة والأم.  في عام 1967، غيرت اسمها لفالي إكسبورت. مكتوبة بأحرف كبيرة كما الشعارات الفنية. ومثلت أسماء والدها وزوجها واسم جديد للأسرة من خلال شعار ماركة السجائر الشعبية.  في محادثة مع جيري إنديانا مجلة «قنبلة» (القنبلة)، وصفت اكسبورت ما تغير في اسمها:
«لم أكن أريد الحصول على اسم الوالد (لينر) وزوجي السابق هولينغر. كانت فكرتي لصادرات شركتي وتصدير هذا المنفذ. وكانت حزمة السجائر التصميم والأسلوب المهلم الذي يمكنني استخدامها».
مع هذه البادرة في تقرير المصير، وقالت اكسبورت بشكل قاطع أن هوية فيينا هي الساحة الفنية، وهو بعد ذلك يسيطر عليها نشطاء فن الأداء التابو في فيينا، على سبيل المثال: هيرمان جونيتشي، أوتو ساب ورودولف سورتزكوغلر.  وقالت الحركة الناشطة، «أنا تأثرت كثيرا، ليس للنشاط نفسه ولكن كل حركة المرور في المدينة. من المؤكد أنها كانت حركة كبيرة. كان مروع، وأحيانا ضد السياسة.. فيما ساعدني ذلك على  تحقيق أفكاري»
كشريكها، كشفت الألم والخطر من الإجراءات تهدف إلى التعامل مع الرضا المتزايد واجتماعية الثقافة النمساوية بعد الحرب العالمية الثانية. لكن تشخيصها للطرق التي تملي بها علاقات القوة المتأصلة في التمثيلات الإعلامية أجساد النساء ووعيهن وتفرق بشكل لا لبس فيه بين مشروع التصدير كنسوية.